# Inspektorat Graniczny Straży Celnej „Praszka”

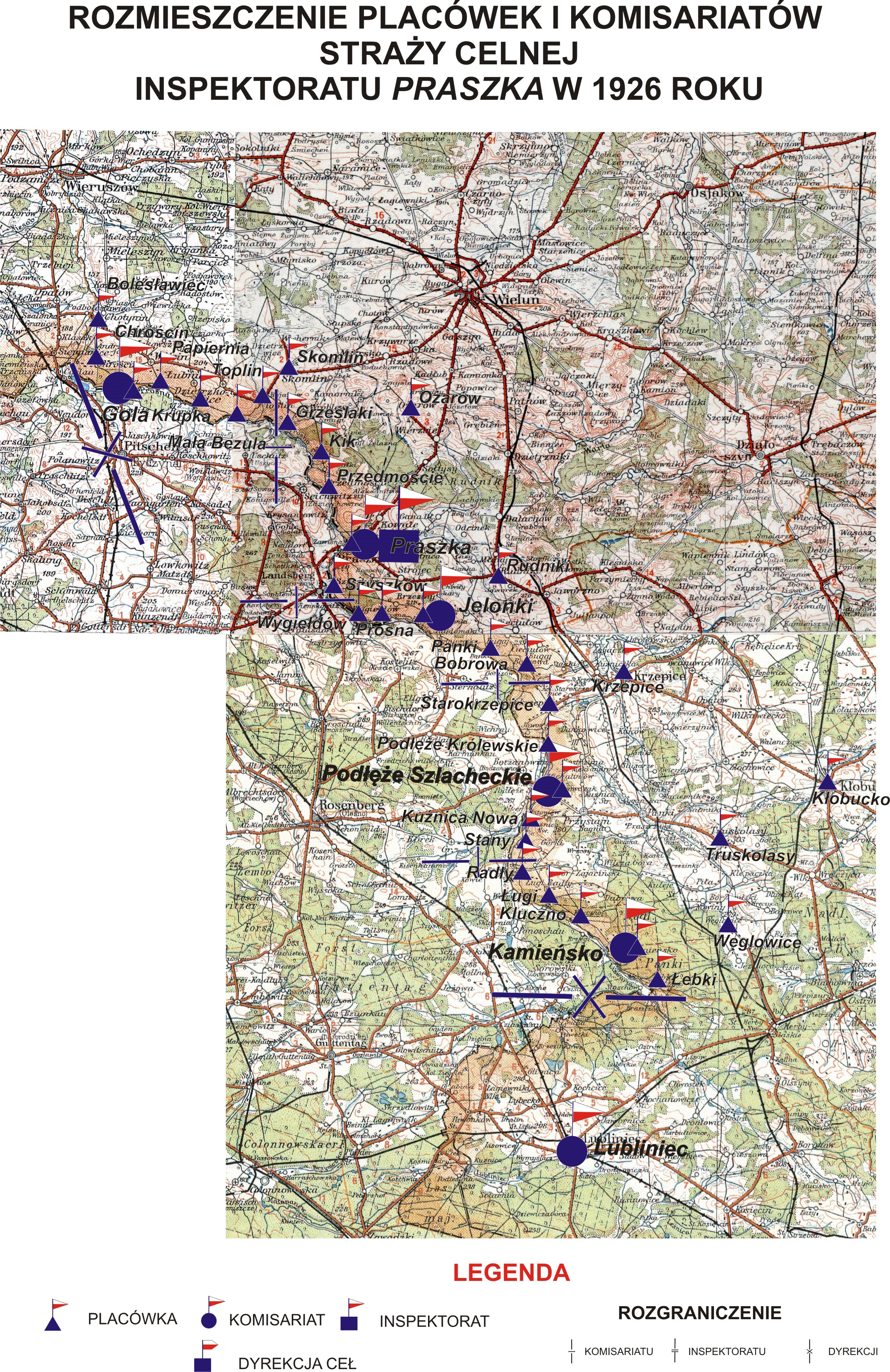
Rozmieszczenie placówek i komisariatów Inspektoratu SC „Praszka” w 1926 (część)

Inspektorat Straży Celnej „Praszka” – jednostka organizacyjna Straży Celnej pełniąca służbę ochronną na granicy polsko-niemieckiej w latach 1921–1928.

## Formowanie i zmiany organizacyjne
Na wniosek Ministerstwa Skarbu, uchwałą z 10 marca 1920 roku, powołano do życia Straż Celną. Od połowy 1921 roku jednostki Straży Celnej rozpoczęły przejmowanie odcinków granicy od pododdziałów Batalionów Celnych. W 1921 roku w Praszce stacjonował sztab 5 batalionu celnego. Proces tworzenia Straży Celnej trwał do końca 1922 roku. Inspektorat Straży Celnej „Praszka”, wraz ze swoimi komisariatami i placówkami granicznymi, znalazł się w podporządkowaniu Dyrekcji Ceł „Warszawa”.
Rozporządzeniem ministra skarbu z 30 czerwca 1927 roku rozpoczęto reorganizację Straży Celnej. Odtąd Naczelny Inspektorat Straży Celnej podlegał bezpośrednio ministrowi skarbu, a Naczelnemu Inspektoratowi podlegały inspektoraty okręgowe. Te ostatnie przejęły kompetencje dyrekcji ceł. Inspektorat Straży Celnej „Praszka” przemianowany został na Inspektorat Graniczny Straży Celnej „Praszka” i wszedł w podporządkowanie Ślaskiego Inspektoratu Okręgowego Straży Celnej .

## Służba graniczna
Sąsiednie inspektoraty
- Inspektorat Straży Celnej „Chorzele” ⇔ Inspektorat Straży Celnej „Grudziądz” − 1926 (na północy)
- Inspektorat Straży Celnej „Ostrów” ⇔ Inspektorat Straży Celnej „Tarnowskie Góry” − 1926 (na południu)

## Funkcjonariusze inspektoratu
Obsada personalna w 1927:
- kierownik inspektoratu – starszy komisarz Józef Kozakiewicz (do V 1928) → kierownik IG „Lubliniec”[11]
- niżsi funkcjonariusze:

starszy przodownik Aleksander Kulesza (601)
przodownik Wacław Wójcik (602)
przodownik Alfons Domiczak (615)
starszy strażnik Klemens Popławski (623)

## Struktura organizacyjna
Organizacja inspektoratu w 1926 roku:
- komenda – Praszka
- komisariat Straży Celnej „Kamińsko”
- komisariat Straży Celnej „Podłęże Szlacheckie”
- komisariat Straży Celnej „Jelonki”
- komisariat Straży Celnej „Praszka”
- komisariat Straży Celnej „Gola”
- komisariat Straży Celnej „Janowiec Kościelny”